# Fort Beversreede

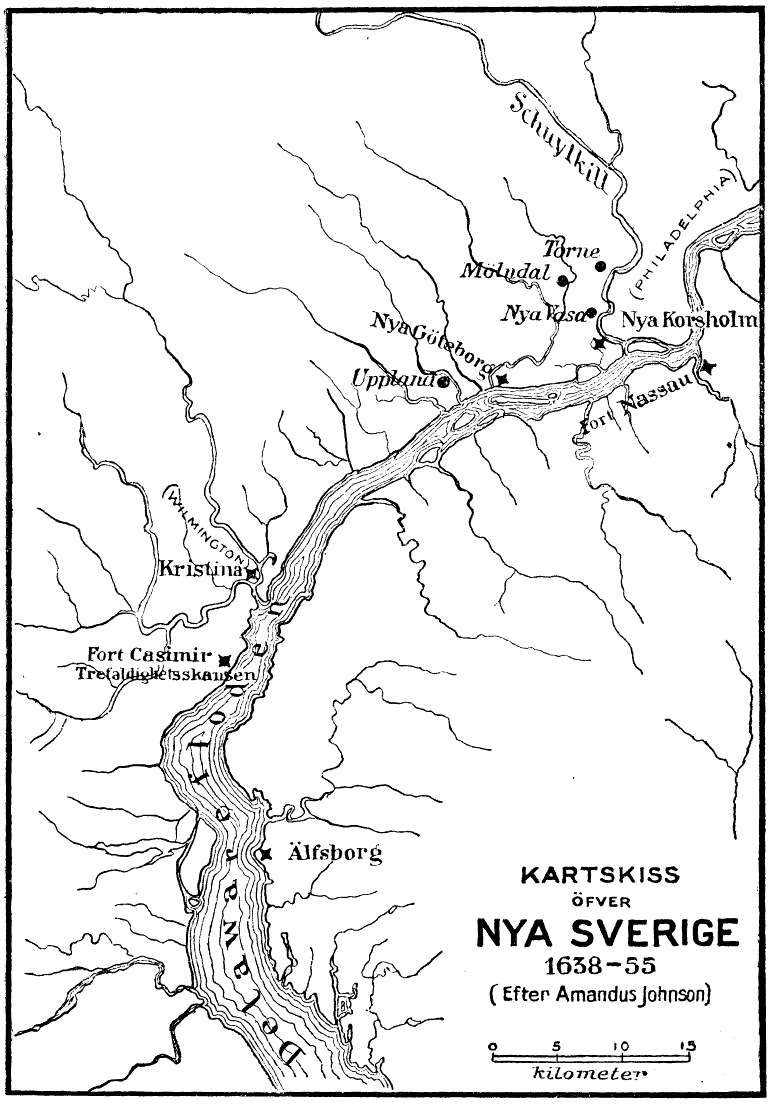
Fuertes a lo largo del río Delaware en el siglo XVII. El Beversreede de corta duración fue reemplazado por Fort Nya Korsholm (arriba a la derecha)

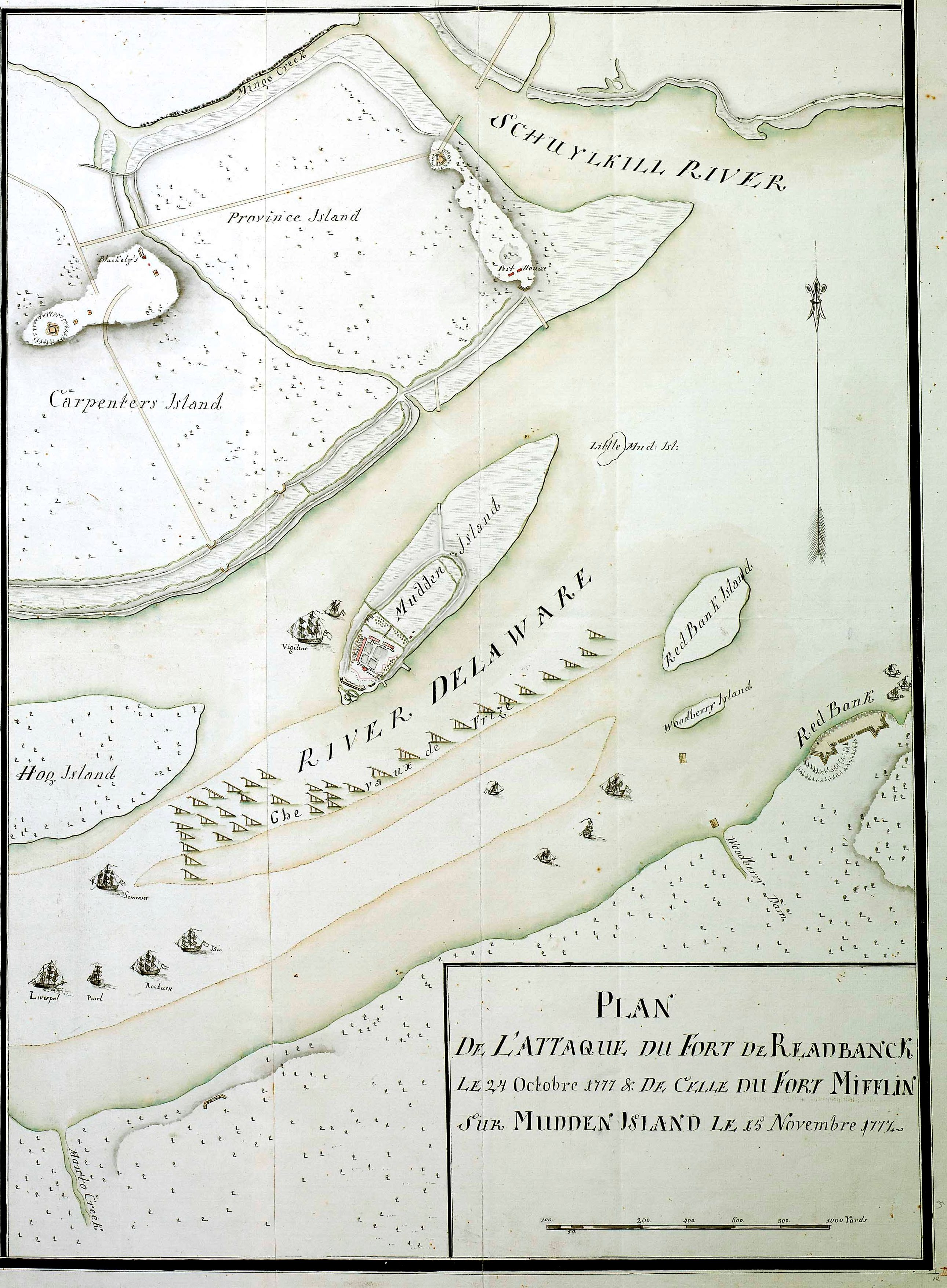
Situación en la década de 1770 que muestra un fuerte en Province Island (arriba)

Fort Beversreede (después de 1633-1651) fue un factorij con empalizada de construcción holandesa ubicado cerca de la confluencia del río Schuylkill y el río Delaware. Era un puesto de avanzada de la colonia de Nueva Holanda, que tenía su centro en su capital, Nueva Ámsterdam (Manhattan), en el North River (río Hudson).

## Ubicación
La ubicación exacta del fuerte es incierta. Un mapa sueco de 1655 lo muestra en la orilla oeste del río Schuylkill, en Providence Island (ahora parte del continente), justo al sur de Minquas (también conocido como Eagle's Nest o Mingo) Creek. Scharf & Westcott lo colocó en la orilla este del río Schuylkill, frente a Minquas Creek. Un mapa de la década de 1770 de las defensas navales de Filadelfia muestra un fuerte en la isla, pero no está identificado.
Directamente adyacente (u opuesto) al fuerte estaba el final del Gran Camino Minquas, un recorrido de 130 km desde el río Susquehanna hasta el Schuylkill. Esta fue la principal ruta de comercio de pieles del pueblo susquehannock, y los holandeses llamaron al sendero "Beversreede" o "Beaver Road". 

## Suecos
Aunque nunca fue reconocida por los holandeses, la región del valle de Delaware estaba efectivamente bajo el control de la colonia sueca de Nueva Suecia, que se estableció por primera vez en 1638 en Fort Christina (ahora Wilmington). Aunque la colonia de los suecos incluía residentes holandeses, la única presencia oficial holandesa en el área estaba al otro lado del río Delaware en Fort Nassau, en la desembocadura de Big Timber Creek (al sur de la actual Gloucester City). En 1642, los miembros de la Provincia de Connecticut intentaron establecerse en el área, pero sus casas fueron quemadas y la colonia naciente fue repelida.
Los suecos tenían un reclamo competitivo por la tierra en la desembocadura del río Schuylkill y, a menudo, destrozaban Fort Beversreede. En 1648, construyeron un blocao de 30 por 20 pies con empalizada directamente en frente de él, llamado Fort Nya Korsholm. Se decía que el edificio sueco estaba a solo doce pies de la puerta del fuerte holandés. Estaba destinado a intimidar a los residentes holandeses e interceptar el comercio.
En 1651, los holandeses abandonaron el Fuerte Beversreede y desmantelaron y reubicaron el Fuerte Nassau en el río Christina, río abajo del Fuerte Christina de los suecos. Los holandeses consolidaron sus fuerzas en el fuerte reconstruido, rebautizado como Fuerte Casimiro. No fue hasta 1655 que los holandeses recuperaron el control del área en una expedición militar encabezada por el director general de Nueva Holanda, Petrus Stuyvesant, estableciendo una capital regional en Nueva Amstel.

## Sitio
No quedan restos ni de Fort Beversreede ni de Fort Nya Korsholm. La cercana Mud Island se convirtió en el sitio de Fort Mifflin en 1771. La ampliación del canal de Schuylkill, la posterior recuperación de tierras, así como otras infraestructuras industriales y de transporte han cambiado drásticamente el área. Pero el sitio de los fuertes (ya sea en la orilla este u oeste de Schuylkill) está probablemente al sur de la desembocadura de Mingo Creek y al norte del puente George C. Platt.